# Гомельський тролейбус
Гомельський тролейбус (біл. Гомельскі тралейбус) — тролейбусна система в обласному центрі Гомельської області Білорусі.
На долю електротранспорту в місті припадає майже 60 % від усього обсягу міських перевезень, станом на середину 2000-х років щоденний обсяг перевезень пасажирів становив близько 300 тисяч осіб.

## Історія та переспективи розвитку
Тролейбуси в Гомелі були запущені 1962 року. Перший маршрут «Вокзал — Депо № 1» (нині — «Вокзал — Гидропривод») було відкрито 20 травня 1962 року, його обслуговували 10 тролейбусів. Першими моделями були ЗіУ-5 (один з них досі перебуває у тролейбусному депо № 1 як експонат), з часом почали надходити тролейбуси ЗіУ-9 (ЗіУ-682), а також тролейбуси білоруського виробництва, що нині складають весь рухомий склад — АКСМ-101, АКСМ-201, АКСМ-213, АКСМ-321.

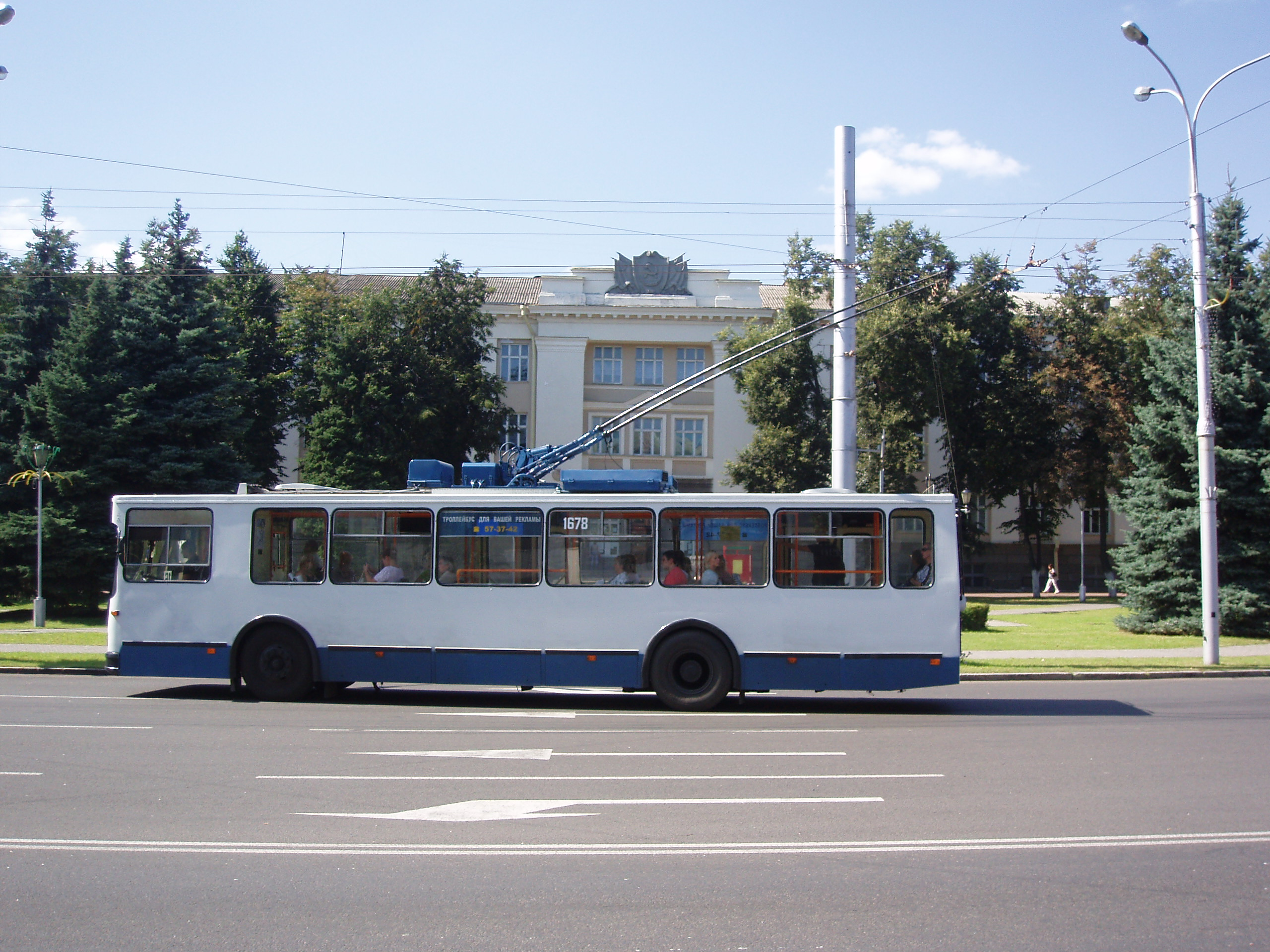
БКМ 20101

У 1976 році відкрито тролейбусне депо № 2, а в перспективі планується відкрити ще одне тролейбусне депо (передбачалося відкрити до 2020 року).
У 1999 році на балансі тролейбусного підприємства перебувало 213 машин (з них на лінії експлуатувалось — 155 машин), а у 2006 році вже 235 (на лінії — 179). У 2006 році до Гомеля надійшла рекордна кількість тролейбусів — 28 машин.

## Управляюча структура та характеристика
Експлуатуюча організація мережі гомельских тролейбусів — КУП «Горэлектротранспорт» (директор Кулаго Віктор Андрійович, головний інженер Морозов Віктор Володимирович), в структуру якої входять два тролейбусних депо.
Характеристика маршрутної тролейбусної мережі міста Гомеля (станом на 2004 рік):
- кількість тролейбусних маршрутів — 27;
- кількість тролейбусів — ~ 250;
- кількість тролейбусних парків — 2;
- кількість кінцевих зупинок — 11;
- довжина вуличної мережі з транспортними лініями — 72,8 км;
- довжина тролейбусних маршрутів — 470 км;
- маршрутний коефіцієнт — 3,23;
- пересічна довжина маршрута — 21,7 км;
- пересічна довжина пасажиропоїздки — 3,6 км;
- середня експлуатацыйна швидкість — 17,4 км/год;
- кількість зупинних пунктів — 180;
- кількість диспетчерських пунктів — 10.

## Маршрути
| Тролейбусні маршрути Гомеля | Тролейбусні маршрути Гомеля | Тролейбусні маршрути Гомеля | Тролейбусні маршрути Гомеля   |
| №                           | Кінцевий пункт, А           | Кінцевий пункт, Б           | Примітки                      |
| --------------------------- | --------------------------- | --------------------------- | ----------------------------- |
| 1                           | Вокзал                      | САЛЕО-Гомель                |                               |
| 2                           | Технічний університет       | Технічний університет       | Кільцевий, проти маршруту № 8 |
| 3                           | Завод «Кристал»             | Сонячна                     |                               |
| 4                           | Вокзал                      | Завод лиття та нормалей     |                               |
| 4б                          | Вокзал                      | Корпус лиття                |                               |
| 5                           | Вокзал                      | Завод «Кристал»             |                               |
| 6                           | Хімзавод                    | Завод «Центроліт»           | Тимчасово змінено             |
| 7                           | Вокзал                      | Хімзавод                    | Тимчасово скасований          |
| 7А                          | Вокзал                      | Завод «Центроліт»           |                               |
| 8                           | Технічний університет       | Технічний університет       | Кільцевий, проти маршруту № 2 |
| 9                           | Мікрорайон «Кльонківський»  | САЛЕО-Гомель                |                               |
| 10                          | Вокзал                      | САЛЕО-Гомель                |                               |
| 11                          | Завод лиття та нормалей     | Технічний університет       |                               |
| 11Б                         | Завод лиття та нормалей     | Сонячна                     |                               |
| 11В                         | Завод лиття та нормалей     | Парк «Фестивальний»         |                               |
| 12                          | САЛЕО-Гомель                | Сонячна                     |                               |
| 12А                         | САЛЕО-Гомель                | Технічний університет       |                               |
| 14                          | Хімзавод                    | Хімзавод                    | Тимчасово скасований          |
| 15                          | Вокзал                      | Волотова                    |                               |
| 16                          | Вокзал                      | Мікрорайон «Кльонківський»  |                               |
| 17                          | Мікрорайон «Кльонківський»  | Стадіон «Гомсельмаш»        |                               |
| 19                          | Вокзал                      | Сонячна                     |                               |
| 19А                         | Вокзал                      | Парк «Фестивальний»         |                               |
| 20                          | САЛЕО-Гомель                | Сонячна                     |                               |
| 21                          | Волотова                    | Завод самохіднихх комбайнів |                               |
| 22                          | Вокзал                      | Сонячна                     |                               |
| 22А                         | Вокзал                      | Технічний університет       |                               |
| 23                          | Волотова                    | Хімзавод                    | Тимчасово скасований          |
| 24                          | Волотова                    | Сонячна                     |                               |
| 25                          | Мікрорайон «Кльонківський»  | Сонячна                     |                               |
| 26                          | Вокзал                      | Нове життя                  |                               |

- Маршрути № 3, 6, 9, 11, 11Б, 12, 12А, 14, 18, 21, 23 — курсують лише у будні вранці та ввечері в години пік.
- Маршрути №  11В, 12А, 19А, 22А — курсують під час руху до диспетчерської станції на обід / перерву.
- Маршрути № 22, 22А — курсують лише у вихідні дні.
- Маршрут № 24 — працює лише у будні.
- Маршрут № 17 працює: у будні з 06:00 до 09:00 та з 15:00 до 19:00, у вихідні дні з 09:00 до 18:00.
- Найкоротший маршрут — № 10 (зворотний рейс 14,4 км).
- Найпротяжніший маршрут — № 24 (зворотний рейс 39 км).

## Рухомий склад

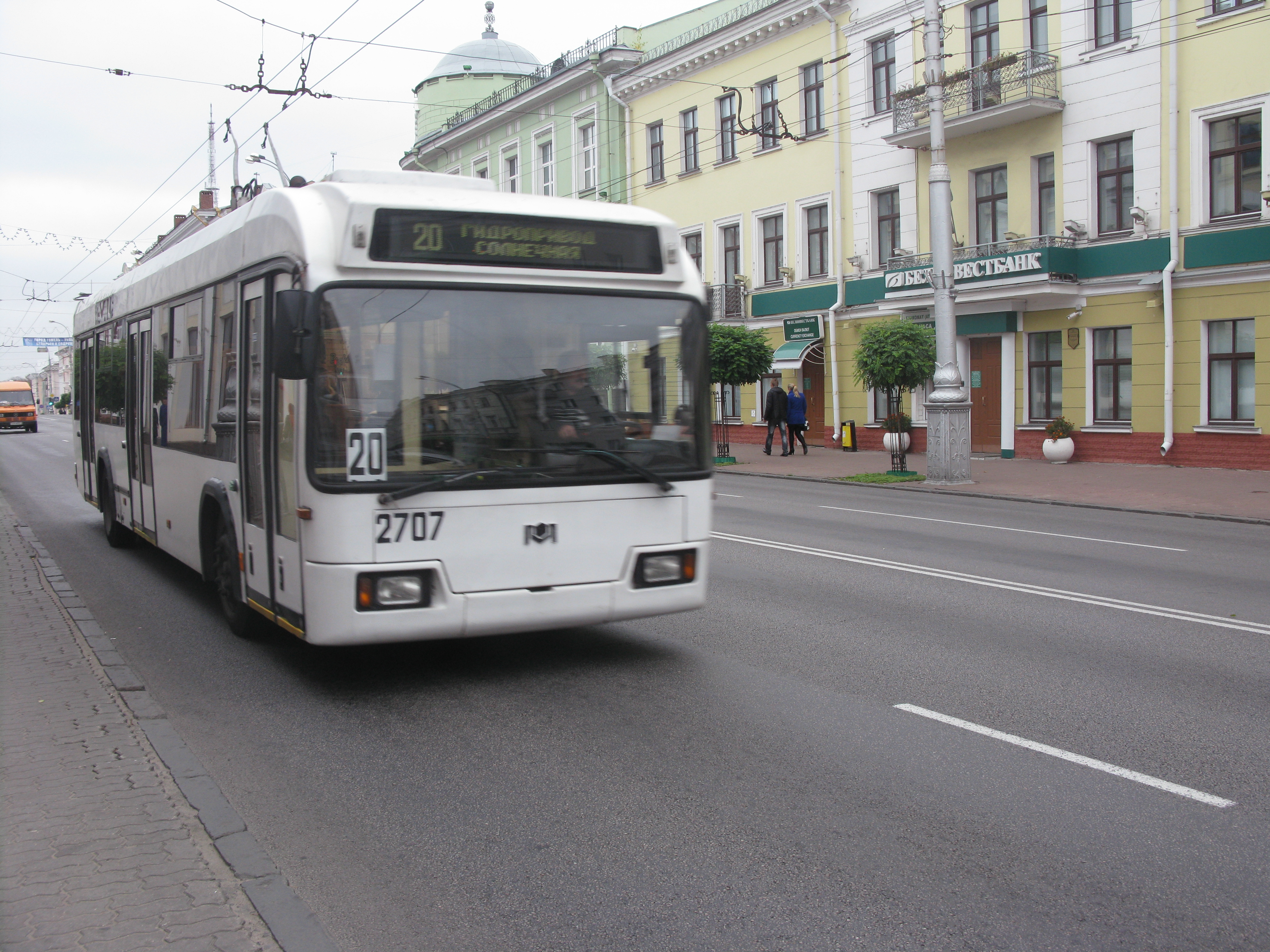
БКМ-32102

- МАЗ Т203
- АКСМ-201
- АКСМ-213
- АКСМ-321.